# Sean Whalen
Sean M. Whalen (Washington, 19 maggio 1964) è un attore statunitense.

## Biografia
Nato a Washington, più giovane di quattro fratelli, passò la sua infanzia tra Silver Spring e Olney nel Maryland. Frequentò la Sherwood High School e si laureò alla Università della California, Los Angeles, e durante gli studi lavorò come cameriere e recitò in alcune rappresentazioni al The Groundlings Theater.
La carriera di Whalen inizia nel 1990, anno in cui appare per la prima volta in televisione recitando in un episodio della serie televisiva Ferris Bueller. L'anno seguente partecipa invece al suo primo film, La casa nera in cui recita nel ruolo di Roach. Sean è molto conosciuto per la prima pubblicità di Got Milk? in cui il suo personaggio cerca invano, dopo aver preso un morso di grandi dimensioni da un panino al burro di arachidi, di rispondere alla domanda di un presentatore radiofonico sul famoso duello Burr-Hamilton. Ha partecipato anche ad una pubblicità per la DiGiorno pizza, in cui in suo personaggio e un suo amico mangiano una Chicago-style pizza a Tucson in Arizona.
Ha partecipato a molte serie televisive tra cui Special Unit 2, Scrubs - Medici ai primi ferri, Tutto in famiglia, Zack e Cody al Grand Hotel, Hannah Montana e I maghi di Waverly, ed anche ad alcuni film come Batman - Il ritorno, La rivincita dei nerds III, Waterworld, Il rompiscatole, Mai stata baciata e più recentemente a Halloween II di Rob Zombie. Recentemente è apparso in un mobisode e in 3 episodi della popolare serie televisiva Lost nel ruolo del "sopravvissuto" Neil Frogurt.

## Filmografia

### Cinema
- La casa nera (The People Under the Stairs), regia di Wes Craven (1991)
- Batman - Il ritorno (Batman Returns), regia di Tim Burton (1992)
- Alter ego (Doppelganger), regia di Avi Nesher (1993)
- Tammy e il T-Rex (Tammy and the T-Rex ), regia di Stewart Raffill (1994)
- Due teneri angioletti (The Crazysitter), regia di Michael McDonald (1994)
- Un lavoro da giurato (Jury Duty), regia di John Fortenberry (1995)
- Waterworld, regia di Kevin Reynolds (1995)
- Ultimo appello (Glory Daze), regia di Rich Wilkes (1995)
- Twister, regia di Jan de Bont (1996)
- Il rompiscatole (The Cable Guy), regia di Ben Stiller (1996)
- Dick Richards, regia di Brennan Howard e Anna Vincent (1996)
- Music Graffiti (That Thing You Do!), regia di Tom Hanks (1996)
- Men in Black, regia di Barry Sonnenfeld (1997)
- Suicide Kings, regia di Peter O'Fallon (1997)
- Shark in a Bottle, regia di Mark Anthony Little (1998)
- Mai stata baciata (Never Been Kissed), regia di Raja Gosnell (1999)
- Giovani diavoli (Idle Hands), regia di Rodman Flender (1999)
- Charlie's Angels, regia di McG (2000)
- A Midsummer Night's Rave, regia di Gil Cates Jr. (2002)
- The Hebrew Hammer, regia di Jonathan Kesselman (2003)
- Last Shot (The Last Shot), regia di Jeff Nathanson (2004)
- Chasing Ghosts, regia di Kyle Dean Jackson e Alan Pao (2005)
- Impiegato del mese (Employee of the Month), regia di Greg Coolidge (2006)
- Drive Thru, regia di Brendan Cowles e Shane Kuhn (2007)
- Laid to Rest, regia di Robert Hall (2009)
- Halloween II, regia di Rob Zombie (2009)
- The FP, regia di Brandon Trost e Jason Trost (2010)
- Il mistero del gatto trafitto (Murder of a Cat), regia di Gillian Greene (2014)
- Jersey Boys, regia di Clint Eastwood (2014)
- Street Level, regia di David Labrava (2014)
- 3 from Hell, regia di Rob Zombie (2019)
- An American Pickle, regia di Brandon Trost (2020)

### Televisione
- Ferris Bueller – serie TV, episodio 1x09 (1990)
- Shannon's Deal – serie TV, episodio 2x05 (1991)
- Lady Against the Odds – film TV, regia di Bradford May (1992)
- La rivincita dei nerds III (Revenge of the Nerds III: The Next Generation) – film TV, regia di Roland Mesa (1992)
- Grace Under Fire – serie TV, episodio 1x10 (1993)
- Rebel Highway – serie TV, episodio 1x08 (1994)
- Friends – serie TV, episodio 1x04 (1994)
- Un filo nel passato (Nowhere Man) – serie TV, episodio 1x07 (1995)
- Lois & Clark - Le nuove avventure di Superman (Lois & Clark: The New Adventures of Superman) – serie TV, episodio 3x09 (1995)
- Cosby – serie TV, episodio 1x01 (1996)
- Nikita – serie TV, episodio 1x22 (1997)
- Jenny – serie TV, episodi 1x01-1x03 (1997)
- Nash Bridges – serie TV, episodio 4x09 (1998)
- Just Shoot Me! – serie TV, episodio 4x03 (1999)
- Più forte ragazzi (Martial Law) – serie TV, episodio 2x12 (2000)
- Perfect Murder, Perfect Town: JonBenét and the City of Boulder – miniserie TV (2000)
- Python - Spirali di paura (Python), regia di Richard Clabaugh – film TV (2000)
- Special Unit 2 – serie TV, 6 episodi (2001)
- Spin City – serie TV, episodio 6x09 (2001)
- Perfetti... ma non troppo (Less Than Perfect) – serie TV, episodio 1x06 (2002)
- Sabrina, vita da strega (Sabrina, the Teenage Witch) – serie TV, episodio 7x04 (2002)
- Fillmore! – serie TV, episodi 1x03-2x13 (2002-2004) -voce
- Tutto in famiglia (My Wife and Kids) – serie TV, episodi 4x07-4x15-4x23 (2003-2004)
- Star Trek: Enterprise – serie TV, episodio 2x17 (2003)
- NYPD - New York Police Department (NYPD Blue) – serie TV, episodio 10x20 (2003)
- Deep Shock, regia di Phillip J. Roth – film TV (2003)
- Scrubs - Medici ai primi ferri (Scrubs) – serie TV, episodio 3x01 (2003)
- Febbre d'amore (The Young and the Restless) – serial TV, 2 puntate (2004)
- Life as We Know It – serie TV, episodi 1x07-1x11 (2004-2005)
- Unfabulous – serie TV, 11 episodi (2004-2007)
- American Dragon: Jake Long – serie TV animata, episodio 1x10 (2005) (voce)
- The Closer – serie TV, episodio 2x07 (2006)
- Zack e Cody al Grand Hotel (The Suite Life of Zack and Cody) – serie TV, episodio 2x21 (2006)
- Mystery Woman – serie TV, episodi 2x03-2x04 (2006)
- Cold Case - Delitti irrisolti (Cold Case) – serie TV, episodio 4x19 (2007)
- Hannah Montana – serie TV, episodio 1x26 (2007)
- L'ultimo giorno d'estate (The Last Day of Summer), regia di Blair Treu – film TV (2007)
- The ½ Hour News Hour – serie TV, episodi 1x06-1x14 (2007)
- Il giorno del ricatto (The Kidnapping), regia di Arthur Allan Seidelman – film TV (2007)
- Lost: Missing Pieces – miniserie TV, episodio 1x02 (2007)
- Beautiful – serial TV, 33 puntate (2007-2011)
- Night Life, regia di Zach Braff – film TV (2008)
- I maghi di Waverly (Wizards of Waverly Place) – serie TV, episodio 3x02 (2009)
- Lost – serie TV, 4 episodi (2009-2010)
- Up All Night – serie TV, episodio 2x03 (2012)
- Criminal Minds – serie TV, episodio 8x10 (2012)
- Revenge – serie TV, episodio 2x11 (2013)
- Castle – serie TV, episodio 5x17 (2013)
- Lab Rats – serie TV, episodio 2x04 (2013)
- Il tempo della nostra vita (Days of Our Lives) – serial TV, 3 puntate (2014)
- Brooklyn Nine-Nine – serie TV, episodio 1x15 (2014)
- Constantine – serie TV, episodio 1x03 (2014)
- Superstore – serie TV, 4 episodi (2015-2016)
- C'è sempre il sole a Philadelphia (It's Always Sunny in Philadelphia) – serie TV, episodio 11x07 (2016)
- Summer Camp (Bunk'd) – serie TV, episodio 2x21 (2017)
- School of Rock – serie TV, episodio 3x15 (2018)
- Magnum P.I. – serie TV, episodio 1x12 (2019)
- Shameless – serie TV, episodio 11x11 (2021)

## Doppiatori italiani
Nelle versioni in italiano delle opere in cui ha recitato, Sean Whalen è stato doppiato da:
- Stefano Onofri in Twister, Castle
- Fabrizio Manfredi in Beautiful, Criminal Minds
- Mauro Gravina in Batman - Il ritorno
- Vittorio Guerrieri in Due teneri angioletti
- Manfredi Aliquò in Ultimo appello
- Massimo De Ambrosis in Men in Black
- Federico Di Pofi in Impiegato del mese
- Davide Perino in Zack e Cody al Grand Hotel
- Corrado Conforti in The Closer
- Alessandro Quarta in Beautiful (primo episodio)
- Marco Baroni in Cold Case - Delitti irrisolti
- Francesco Caruso in Magnum P.I.